# Отдых на пути в Египет (картина Караваджо)
«Отдых на пути в Египет» — картина Караваджо, написанная около 1595—1596 годов, одна из первых крупномасштабных работ художника. В настоящее время хранится в галерее Дориа-Памфили в Риме. Отдых Святого семейства, как часть более общего сюжета из Евангелия от Матфея о бегстве в Египет от устроенного царём Иродом избиения младенцев, был популярен в живописи того времени, но картина Караваджо с ангелом, играющим на скрипке, отличается необычной композицией.
Сюжет об отдыхе на пути в Египет, не имеющий библейской основы, появился в раннем средневековье из корпуса легенд и сказаний вокруг новозаветной истории о бегстве Святого семейства в Египет. Наиболее подробно он описан в 20-й главе апокрифического Евангелия Псевдо-Матфея. Согласно легенде, когда Иосиф с Марией остановились в пути отдохнуть во фруктовой роще, младенец Иисус велел деревьям нагнуть ветви, чтобы Иосиф мог достать плоды, а родниковой воде излиться из древесных корней для утоления жажды родителей. В течение столетий эта история обросла множеством дополнительных деталей.
На картине изображена спящая Дева Мария с младенцем Иисусом и Святой Иосиф, держащий нотную рукопись перед ангелом, играющем на скрипке гимн Деве Марии. Стержнем картины является ангел, композиционно разделяющий её на две половины. Примечательной является его поза, почти идентичная позе Порока на широко известной картине «Геркулес на распутье» Аннибале Карраччи, возможно, вдохновившей Караваджо. Пейзаж на картине несёт символический смысл: рядом с Иосифом сухое растение, а вокруг Девы Марии — цветущая природа. Возможно, вся композиция картины символизирует путь христианского спасения от неодушевлённого камня через животное, человека и ангела до конечной цели — Божественного в образе Девы Марии.
Датировка картины остаётся предметом дискуссий. Согласно Джулио Манчини, биографу Караваджо, «Мадонна на пути в Египет» была заказана монсеньором Фантино Петриньяни из римского прихода Сан-Сальваторе-ин-Лауро, приютившим Караваджо в начале 1594 года, когда тот покинул мастерскую Джузеппе Чезари. Многие искусствоведы не признают это утверждение, учитывая акцент картины на теме музыки и отсутствие её в описи картин Петриньяни 1600 года. Предполагали, что картина была заказана кардиналом Пьетро Альдобрандини, восторженным поклонником музыки, однако и в описи его картин 1603 года нет никаких следов работы Караваджо. Картины могли быть написаны для кардинала Франческо дель Монте, у которого Караваджо, фактически, стал домашним художником с 1595 или 1596 года. В нотах на картине записан мотив фламандского композитора Ноэля Баулдевейна со словами из Песни Песней, посвящёнными Мадонне: Quam pulchra es (Как прекрасна ты), что вполне уместно для утончённого интеллектуального вкуса кардинала и делает невозможным написание подобной картины иначе, как по заказу. Достоверно известно лишь, что после смерти Караваджо картина стала собственностью Олимпии Альдобрандини, племянницы папы Климента VIII и второй супруги кардинала Камилло Франческо Мария Памфили. С тех пор работа остаётся у семейства Памфили, в галерее которого и находится в настоящее время.